# 汉西
汉西（Hansi），是印度哈里亚纳邦希萨尔县的一个城镇。总人口75730（2001年）。

## 人口
该地2001年总人口75730人，其中男性40546人，女性35184人；0—6岁人口10189人，其中男5726人，女4463人；识字率67.53%，其中男性为72.93%，女性为61.30%。